# Giovanni Battista Ghislieri
Giovanni Battista Consiglieri (Roma, 1491 – Roma, 25 agosto 1559) è stato un cardinale italiano.

## Biografia
Nacque a Roma nel 1491.
Papa Paolo IV lo elevò al rango di cardinale nel concistoro del 15 marzo 1557.
Morì il 25 agosto 1559 all'età di 68 anni.